# Eleonora Farina
Eleonora Farina (Trento, 27 de noviembre de 1990) es una deportista italiana que compite en ciclismo de montaña en la disciplina de descenso. Ganó cuatro medallas en el Campeonato Europeo de Ciclismo de Montaña entre los años 2015 y 2023.

## Medallero internacional
| Campeonato Europeo | Campeonato Europeo     | Campeonato Europeo | Campeonato Europeo |
| Año                | Lugar                  | Medalla            | Competición        |
| ------------------ | ---------------------- | ------------------ | ------------------ |
| 2015               | Wisła (Polonia)        | Medalla de bronce  | Descenso           |
| 2017               | Sestola (Italia)       | Medalla de oro     | Descenso           |
| 2021               | Maribor (Eslovenia)    | Medalla de plata   | Descenso           |
| 2023               | Les Menuires (Francia) | Medalla de oro     | Descenso           |